# José Eugenio Ellauri
José Eugenio Ellauri Obes (Montevidéu, 1834 — Montevidéu, 1894) foi um advogado e político uruguaio, Presidente da República Oriental do Uruguai, entre março de 1873 e janeiro de 1875.

## Biografia
José Eugenio Ellauri era filho de José Longinos Ellauri, presidente da Primeira Assembléia Constituinte do Uruguai. Graduou-se em direito em 1857, e era um participante do Partido Colorado do país. Ocupou brevemente o Ministério de Relações Exteriores do Uruguai, durante a presidência de Lorenzo Batlle, em 1868, sendo mais tarde nomeado Presidente do Senado.
Foi eleito presidente em 1 de março de 1873 pela Assembléia Geral, para um período de 4 anos. No entanto, após haver casos de violência entre seus partidários e a oposição popular, no dia 15 de janeiro de 1875, renunciou à presidência e se retirou a Buenos Aires. Regressaria ao Uruguai somente em 1890, onde foi comissionado pelo governo de Julio Herrera y Obes para uma importante missão diplomática em Londres.
Voltou a ser proposto como candidato à Presidência da República, em 1894, para a qual foi novamente eleito, mas acabaria por renunciar antes de assumir.